# Christoph Harting
Christoph Harting (Cottbus, 4 de outubro de 1990) é um atleta e campeão olímpico alemão, especialista no lançamento de disco.
Conquistou a medalha de ouro nos Jogos Olímpicos de Verão de 2016, realizados no Rio de Janeiro, Brasil. Sem quaiquer grandes conquistas antes dos Jogos, Christoph disputou os Campeonatos Mundiais de 2013 e  de 2015, chegando à final na segunda ocasião.
É irmão mais novo do campeão olímpico e mundial Robert Harting, que também participou da Rio 2016 defendendo seu título olímpico de Londres 2012 mas não conseguiu nem passar à final da prova.